# Lawnton
Lawnton és una concentració de població designada pel cens dels Estats Units a l'estat de Pennsilvània. Segons el cens del 2000 tenia 3.787 habitants.

## Demografia
Segons el cens del 2000, Lawnton tenia 3.787 habitants, 1.581 habitatges, i 1.054 famílies. La densitat de població era de 1.294 habitants/km².
Dels 1.581 habitatges en un 33% hi vivien nens de menys de 18 anys, en un 48,6% hi vivien parelles casades, en un 14,1% dones solteres, i en un 33,3% no eren unitats familiars. En el 28,7% dels habitatges hi vivien persones soles el 10,1% de les quals corresponia a persones de 65 anys o més que vivien soles. El nombre mitjà de persones vivint en cada habitatge era de 2,38 i el nombre mitjà de persones que vivien en cada família era de 2,92.
Per edats la població es repartia de la següent manera: un 25% tenia menys de 18 anys, un 8,1% entre 18 i 24, un 33,2% entre 25 i 44, un 20,8% de 45 a 60 i un 12,9% 65 anys o més.
L'edat mediana era de 37 anys. Per cada 100 dones de 18 o més anys hi havia 84,2 homes.
La renda mediana per habitatge era de 49.737 $ i la renda mediana per família de 57.003 $. Els homes tenien una renda mediana de 42.038 $ mentre que les dones 29.125 $. La renda per capita de la població era de 24.342 $. Entorn del 6,9% de les famílies i el 7,4% de la població estaven per davall del llindar de pobresa.

## Poblacions properes
El següent diagrama mostra les poblacions més properes.